# Apiterapija
Apiterapija je veda o tem, kako si s pomočjo čebeljih pridelkov krepimo in ohranjamo zdravje. Začetki apiterapije segajo stoletja nazaj do egipčanske, grške, kitajske, babilonske in drugih civilizacij. Trditve o zdravilnih učinkih apiterapije so večidel znanstveno nedokazane in temeljijo predvsem na dejanskih izkušnjah posameznikov in tradicionalni uporabi (v tem delu je apiterapija del zdravilstva). 

## Med
Med je hrana, poživilo in zdravilo. Je naravna sladka snov, ki ga izdelajo čebele Apis mellifera, iz nektarja cvetov ali izločkov iz živih delov rastlin ali izločkov na živih delih rastlin, ki jih čebele zberejo, predelajo z določenimi lastnimi snovmi, ga shranijo, posušijo in pustijo dozoreti v satju.

### Vrste medu
Različne vrste medu se med seboj razlikujejo po barvi, okusu, sestavi, zgradbi in lastnostih. Zdravilno delovanje je odvisno od vrste cvetov in rastlin, iz katerih dobimo surovino.
- Akacijev med: je skoraj brezbarven do svetlo rumen. Ima nežen sadežen vonj po akacijevem cvetju in nežno aromo po vanilijevih bombonih in po sladkem sirupu. Kristalizira počasi. Vsebuje več fruktoze kot glukoze, zato ga lahko pod zdravniškim nadzorom uporabljajo tudi lažji sladkorni bolniki. Uporablja se kot sladilo in namaz ter za urejanje prebave, pri želodčnih in črevesnih težavah, zgagi in prehladih.

- Cvetlični med: je rumene do rjave barve, odvisno od rastline in dodatka mane, tudi vonj in okus sta odvisna od njegovega izvora. Kristalizacija je delna, nepravilna. Uporablja se kot sladilo, namaz in kot naravno zdravilo proti alergijam (zlasti senenem nahodu), krepi tudi žile in srce ter pomaga pri izčrpanosti organizma.

- Smrekov med: je temno rjave barve z rdečim odsevom, z vonjem po mentolu in sladu ter sladkim okusom, ki spominja na zelišča. Običajno kristalizira zelo počasi. Uporablja se kot sladilo, namaz, priporočajo pa ga pri slabokrvnosti, kašlju in bronhitisu.

- Hojev med: je temno rjave barve z zelenim odsevom. Ima srednje intenziven vonj po smoli in žganju, okusa pa je sladkega, po mentolu in sladu. Običajno kristalizira počasi in kristaliziran je svetle barve. Uporablja se pri slabokrvnosti, boleznih dihal (pri bronhitisu, vnetju sapnika), prehladu, gripi in slabem zadahu .

- Gozdni med: je svetlo do temno rjave barve lahko z rdečim ali zelenkastim odtenkom. Ima precej intenziven vonj, različen glede na vrsto mane. Okus je sladek, prijeten in različen glede na vrsto mane. Kristalizira srednje hitro celotna količina. Uporablja se kot sladilo, namaz in pri vnetju dihalnih poti, pri zmanjšani odpornosti organizma ter živčni napetosti.

- Žajbljev med: je zlatorumene barve z močnim vonjem in aromatičnega okusa s sledom grenčine. Ne kristalizira rad. Vsebuje majhne količine eteričnega olja, zato bi naj deloval kot blago razkužilo in olajševal izkašljevanje. Uporablja se pri prehladu, kašlju, bronhitisu in za boljše spanje.

- Med oljne repice: je svetlo rumene barve, vonja po zelju, slami ali stelji in okusa po olju. Kristalizira zelo hitro in kristaliziran je sivkasto-bel. Uporablja se predvsem v prehrani.

- Regratov med: je zlato rumene, bleščeče in zelo čiste barve. Ima neprijeten vonj po urinu,  zmečkanih regratovih cvetovih in okus po smoli, sladkem lesu. Pusti obstojno grenkobo v ustih. Kristalizira zelo hitro. Uporablja se v prehrani in pri prehladih.

- Lipov med: je svetlo rumene barve z zelenim odsevom in močnim vonjem po lipovem cvetju.  Srednje intenzivna aroma zelo značilna po mentolu, lipovem cvetju, zeliščih ali svežih orehih. Kristalizira običajno počasi. Uporablja se pri prehladih, povišani telesni temperaturi, glavobolu, izgubi apetita in kašlju. Ker pospešuje znojenje, ni priporočljiv za srčne bolnike.

- Kostanjev med: je v več odtenkih rjave barve z rdečkastim ali zelenkastim odsevom, močnega in ostrega vonja po kostanjevem cvetju ter intenzivnega okusa, ki pusti obstojno grenkobo po zeliščih. Kristalizira počasi. Vsebuje več fruktoze kot glukoze, zato ga lahko pod zdravniškim nadzorom uporabljajo tudi lažji sladkorni bolniki. Uporablja se v prehrani in pri slabokrvnosti, utrujenosti ter nezadostni prehrani.

### Zdravilni učinki medu
- protimikrobna učinkovitost

Na to temo je bilo narejenih veliko študij, vse kažejo, da ima med protimikrobno učinkovitost proti številnim bakterijam (npr.Staphylococcus aureus , Helicobacter pylori) in tudi nekaterim glivicam. Za to je zaslužna visoka vsebnost sladkorja, ki preprečuje razmnoževanje bakterij ter delovanje encimov in drugih antibiotičnih snovi. Tako priporočajo med za celjenje ran (tudi kirurških), opeklin, raznih vnetij (ščiti rane pred novimi okužbami), dentalnih ran in različnih izpuščajev in zmanjša vonj rane. Ker deluje na H.pylori ga lahko uporabljamo za zdravljenje razjed na želodcu.
Med obdrži rano čisto, ker ima sposobnost, da razbije t. i. „biofilm“, ki se tvori na številnih vrstah ran. Prav tako dobro deluje proti vnetjem, zmanjšuje bolečino, predvsem pri opeklinah in čirih. Lahko tudi zmanjša nastajanje brazgotin.
- prehransko dopolnilo

Je bogato energijsko hranilo, ki vsebuje tudi vitamine, minerale, encime, antioksidante.
Še posebej svetujejo njegovo uporabo pri slabokrvnosti, nezadostni prehranjenosti, nosečnosti, v stanjih hude fizične obremenitve, pri zmanjšani odpornosti imunskega sistema, v starosti in pri okrevanju po bolezni.
- pomirjevalni učinki

Med pomirja, omogoča sprostitev in boljši spanec.
Npr. sam med pomirja, če pa dodamo dve žlici meda kateremukoli pomirjajočemu čaju, le-ta povečuje njegovo delovanje.
- pri raznih pljučnih boleznih

Med pomiri pljuča, olajša izkašljevanje, zmanjša kašelj in olajša dihanje. Uporablja se pri kašlju, hripavosti, vnetju grla, lajša težave pri astmi.
- učinki na prebavila

Med pomaga proti mišičnim krčem, olajša prebavni proces, pomaga pri zgagi, razjedah na želodcu ali dvanajsterniku in deluje rahlo odvajalno (krepi gibljivost črevesja).
Pomaga tudi jetrom pri presnovi ogljikovih hidratov, pri izplavljanju strupov in pri boleznih jeter.
- antioksidativno delovanje

Ima pomembno vlogo pri obrambi organizma proti prostim radikalom, ki nastajajo v našem telesu. 
- v kozmetične namene

Med umirja nadraženo kožo in se veliko koristi pri izdelavi mil, šamponov, losionov, krem, lepotilnih mask….
Med se je v preteklosti dostikrat uporabljal tudi kot zdravilo za plešavost, kontracepcijsko sredstvo.
Pogostokrat se je med mešal z raznimi zdravilnimi rastlinami ali žitaricami iz določenega geografskega področja, s čimer bi se pomnožilo njegovo delovanje kot zdravilo.

## Cvetni prah (čebelarstvo)
Cvetni prah  so moške oplojevalne celice cvetočih rastlin. Za čebele je cvetni prah edini izvor beljakovin, poleg medu in vode pa njihova glavna hrana. 

### Uporaba
Vrste cvetnega prahu in njihova uporaba v zdravilstvu: 
- CVETNI PRAH CITRUSOV: primeren je za pomirjanje živčevja, velja pa tudi za dobro poživilo in sredstvo za odpravljanje črevesnih zajedavcev.
- KOSTANJEV: učinkovito pomaga proti krčnim žilam, povečuje število rdečih krvničk v krvi ter zmanjšuje naval krvi v jetra in prostato.
- EVKALIPTOV: razkužuje in spodbuja izločanje sluzi. Učinkovito pomaga pri prehladu, bronhitisu in povečani telesni temperaturi. Pripisujejo mu antibakterijske lastnost, vpliva na delovaje želodca in pomaga pri razstrupljanju dihal
- SIVKIN: spodbuja odvajanje vode, pomirja in povečuje tek
- TIMIJANOV: razkužuje in olajšuje izkašljevanje, učinkovito spodbuja krvni obtok in ugodno vpliva na umsko dejavnost.
- AJDOV: sodi med najpomembnejše vrste peloda, zaradi zdravilnih lastnosti, ki mu jih pripisujejo. Vsebuje rutin, snov iz skupine bioflavonoidov, ki krepi celične stene in stene krvnih žilic, in s tem pomaga pri preprečevanju možganskih krvavitev in srčnih napadov
- MAKOV: pomaga pri nespečnosti in nervozah.

### Delovanje
Nekateri znanstveniki trdijo, da cvetni prah zaradi velike količine beljakovin in vitaminov uspešno blaži abstinenčne težave pri odvisnikih od alkoholnih pijač.
Francoski zdravnik Chauvin je proučeval delovanje peloda in ugotovil:
- Cvetni prah ureja delovanje črevesja, trdovratne driske se hitro ustavijo
- Pri slabokrvnih otrocih je s pelodom dosegel povečanje krvnega barvila hemoglobina in zaznavno zboljšanje celotnega počutja
- Ostareli in prebolevniki so naglo pridobili na teži in povrnile so se jim moči
- Cvetni prah vzbuja apetit
- Pelod izboljšuje razpoloženje, živčnost in razdražljivost popustita
- Olajšuje duševno delo, učinkuje bolj počasi, trajneje drži in nima škodljivih posledic
- Zboljšuje prekrvitev možganov.Podobno je dokazal tudi ruski raziskovalec Deviatrein
- Pospešuje rast in zboljšuje vid.
- Učinkuje proti izpadanju las, ker je v pelodu aminokislina cistin, ki vsebuje žveplo.
- Pomaga bolnikom z obolelo prostato.Švedski zdravnik Upmark je napravil nekaj poskusov zdravljenja akutnega vnetja obsečnice s pelodom.Poleg standardnih metod zdravljenja je dajal pelod v obliki dražejev 6 na dan.Vnetje je pojenjalo veliko prej kot samo s standardnim zdravljenjem.

### Alergije in kontraindikacije
Spomladi, ko v ozračju mrgoli množica različnih vrst cvetnega prahu, ki jih vdihavamo, nekatere ljudi prizadenejo bolj ali manj resne alergične težave. Ta cvetni prah lebdi v zraku in ga nosi veter, ga ne nabirajo čebele, nima hranilnih snovi, zanj pa je značilna visoka alergenost. Ko namreč govorimo o cvetnem prahu v apiterapiji, mislimo na entomofilni cvetni prah, ki ga nabirajo čebele.
Eden najpogostejših znakov preobčutljivosti je alergijski rinitis (seneni nahod ). Znaki so podobni hudemu nahodu: draženje nosu, solzenje in kihanje. Nekateri ljudje imajo hude glavobole, kašljajo, težko dihajo in postanejo razdražljivi. Očesne veznice se vnamejo in pordijo, sluznica nosu oteče, zaradi česar se nos zamaši in pojavi se izcedek.
Pri nekaterih ljudeh se pojavijo znaki alergije tudi pri uživanju cvetnega prahu. Takšni primeri so sicer redki, uživanje peloda moramo takoj prekiniti.
Pogostejše so težave pri prebavljanju cvetnega prahu. Zrnca cvetnega prahu varuje zelo odporna ovojnica, ki jo želodčni sokovi težko načnejo.
Uživanje cvetnega prahu je potrebno omejiti ali celo opustiti pri motnjah delovanja ledvic, saj predstavlja izločanje nekaterih smol v varovalni kožici peloda dodaten napor za ledvice.

### Terapija s cvetnim prahom
Najbolj je priporočljiva spomladi ali ob menjavi letnih časov. Začnemo z eno kavno žličko na tešče, organizem navajamo en teden, nato povečamo odmerek na 15 g (ena jedilna žlica). Čez dva tedna lahko preidemo na dva dnevna odmerka po 15 g. Če hočemo doseči želene učinke nadaljujemo tako vsaj en mesec. Priporočljivo je, da terapijo ponovimo nekajkrat na leto, ob menjavi letnega časa, in tako poskrbimo za svoje zdravje.
Druga uporaba
Cvetni prah je učinkovito sredstvo za pomlajevanje kože, saj vsebuje znatne količine nukleinskih kislin, ki dobro prodrejo v kožo, vitamine in rudninske snovi.

## Matični mleček
Matični mleček je izloček mladih čebel dojilj, katerih naloga je skrbeti za zarod-matico, čebele delavke in trote. Njihove žleze začnejo delovati šele po četrtem dnevu življenja in prenehajo izločati hranilni mleček po enajstem dnevu.
Matični mleček je bele do bledo rumene barve in gosto tekoč, značilnega vonja ter kiselkastega, rahlo pekočega in nekoliko sladkastega okusa. 

### Lastnosti matičnega mlečka
- Povzroča splošno dobro počutje
- omogoča daljše umsko delo brez utrujenosti
- poveča tek
- normalizira razvoj rasti pri otrocih,
- pri ženskah blaži težave pred meno in po njej,
- povečuje odpornost organizma proti boleznim,
- povečuje razvoj in rast las,
- deluje kot pomembni krvotvorni spodbujevalec
- dobro učinkuje pri pomanjkanju vitaminov
- odstranjuje kronične oblike utrujenost; daje izčrpanim občutek moči;
- učinkovito blaži živčno razrvanost; pri izčrpanih ljudeh izboljša delovanje žlez
- učinkovito blaži težave, ki so povezane s srcem, jetri ali želodcem

Francoski zdravnik Destrem je 134 bolnikom v dveh dneh vbrizgal 6-12 injekcij 20 mg z zmrzovanjem sušenega mlečka v mišice. Bolniki so bili stari od 70-75 let, trpeli so za pomanjkanjem teka, hujšanjem in duševno potrtostjo. Vselej se je učinek pokazal po 6 injekciji, ješčnost se je vrnila, povečala se je telesna teža, splošno počutje se je izboljšalo.

### Terapija z matičnim mlečkom
Uživamo ga lahko samostojno, lahko ga kombiniramo z medom in cvetnim prahom ali z različnimi dietičnimi in živilskimi izdelki. Svež matični mleček je po mnenju številnih poznavalcev najučinkovitejši, problem pa je njegova obstojnost.
Svež matični mleček: srednji odmerek je 500 mg, pri liofiliziranemu mlečku so odmerki za tretjino manjši kot pri svežem matičnem mlečku.

## Propolis
Je smolast čebelji proizvod, ki je sestavljen iz različnih rastlinskih smol ki jih čebele naberejo na popkih topola, breze in na drugih rastlinah. Nabranim smolam čebele dodajo še izloček iz žlez slinavk. Čebele dodajo smolam tudi vosek, da snov postane bolj lepljiva. 
Kemijska vsebnost propolisa: smole in balzami (55%), vosek (30%), eterična olja (10%), cvetni prah (5%). Z natančnimi fizikalno-kemijskimi metodami so v propolisu našli še 60 različnih snovi od katerih so najbolj značilni flavoni, flavonoidi, različne organske kisline, aldehidi in druge.

### Lastnosti propolisa
Številna medicinska poročila o propolisu dokazujejo, da zavira razvoj bakterij  ali jih celo uničuje, pospešuje celjenje ran in pomaga pri zdravljenju vnetij. Pomembno je njegovo antibiotično delovanje, saj ne učinkuje samo na bakterije ampak tudi na različne viruse. Ugotovili so tudi, da učinkuje na nekatere vrste glivic. Pogosto ga uporabljajo pri revmatičnih obolenjih in za krepitev imunosti. Deluje tudi kot antioksidant, zaradi česar ga uporabljajo v prehrambeni, kozmetični in farmacevtski industriji.
Dokazano je, da propolis pri nekaterih težavah res pomaga. Predvsem ga uporabljamo pri zdravljenju slabokrvnosti, obolenj dihal in dihalnih poti, pri vnetju dlesni in ustne votline, pri zobobolu. Pomaga pri vnetju želodčne sluznice, pri vnetju debelega črevesa, pri različnih poškodbah in obolenjih kože.
Propolis pobran iz panja ni takoj uporaben, potrebno ga je primerno obdelati z 60 do 70% alkoholno raztopino. Uporablja se v obliki raznih mazil, v obliki alkoholne ali alkoholno-etrne tinkture, pa tudi svečk.
Potencialno protitumorno delovanje
V Japonski študiji na univerzi Gifu so preučevali delovanje različnih čebeljih pridelkov na žilni endotelijski rastni faktor (VEGF). VEGF je glavni dejavnik za angiogenezo (rast novih žil iz že obstoječih žil). Fiziološko je to pomemben proces pri reparativnih mehanizmih (celjenje poškodovanega tkiva), patološko pa je pomemben dejavnik za rast tumorjev ter pri diabetični retinopatiji (vraščanje novih žil v očesno mrežnico), ki je eden glavnih razlogov za slepoto v razvitem svetu. 
Pri študiji so preučevali učinke matičnega mlečka, cvetnega prahu, propolisa ter fenetilnega estra kavne kisline (CAPE), ki je ena od sestavin propolisa, na delovanje VEGF. Vse preiskovane snovi so opazno zavrle delovanje VEGF. Največji učinek je imel CAPE, Med čebeljimi pridelki pa najboljše rezultate izkazuje propolis, sledita cvetni prah in matični mleček. 
Propolis ima dovolj močan učinek, da bi se lahko uporabljala pri preventivi in zdravljenju bolezni povezanih z angiogenezo (tudi pri protitumorni terapiji).

## Čebelji vosek
Čebelji vosek je živalski vosek, ki ga izdelujejo medonosne čebele vrste Apis mellifera v voskovnih žlezah. Čebelji vosek je belo-rumene do rumeno-rjave barve, kar je deloma odvisno od količine barvil, ki vanj pridejo iz cvetnega prahu, propolisa. 

### Sestava voska
Poznanih je že več kot 300 komponent voska. Glavna sestavina so estri nasičenih maščobnih kislin z enovalentnimi alifatskimi alkoholi, ki predstavljajo 70 do 74% vseh spojin. Vsebuje še 13 do 15% prostih maščobnih kislin in 12 do 15% alifatskih ogljikovodikov ter barvila, aromatične snovi, nekaj mineralnih snovi in precej vitamina A. 

### Uporaba
- za žvečenje: pomešan z medom se uporablja pri vnetjih ustne votline ali obolelega požiralnika in želodca, za čiščenje nosnega dela žrela, pri vnetju čelnih votlin, dlesni, pri astmi, senski mrzlici in senenem nahodu.
- v kozmetiki: čebelji vosek daje koži mehkobo, elastičnost, vlago in jo hkrati ščiti pred obolenji. Uporablja se kot sestavina krem, mazil, losjonov, mil, depilacijskih krem, ličil, utrjevalcev za lase. Eterični izvleček iz voska je dragocena snov v industriji parfumov; po svoji kvaliteti ne zaostaja za rožnim in jasminovim oljem. Za pridobitev 1 kg dišave je potrebna 1 tona voska, ki pa je po ekstrakciji še uporaben za izdelavo satnic.
- v farmaciji: Uporablja se kot sestavina za različna mazila, obliže in druge farmacevtske pripravke.
- v medicini: vosek uporabljajo za izdelovanje kalupov in odtisov.

## Čebelji strup
Čebelji strup uporabljajo čebele v obrambne namene. Je brezbarvna tekočina ostrega, grenkega okusa z aromatičnim vonjem po zrelih bananah.
Čebelje pike so za zdravljenje revmatoidnega artritisa uporabljale že antične kulture kot so bili Egipčani, Kitajci in Grki. V moderni dobi pa se je ta terapija doživela razmah po letu 1888, ko je češki zdravnik Filip Terč (dolga leta je živel in deloval tudi v Sloveniji) izdal knjigo, kjer je ugotavljal povezavo med čebeljimi piki in ravmatoidnim artritisom. Terč je bil verjetno prvi zdravnik, ki je artritis zdravil s čebeljimi piki.
Terču so kasneje sledili še Bodog F Beck, ki je 1935 izdal svojo knjigo o zdravljenju artritisa s čebeljimi piki, zaslužen pa je bil tudi za razvoj tovrstne terapije v ZDA, ter Charles Mraz, ki je s čebeljimi piki zdravil številne, predvsem avtoimune bolezni. Prav Mraz, ki je veliko sodeloval z znanstveniki je bil zaslužen za prve klinične študije s čebeljim strupom, razvil je tudi standarde za pridobivanje čebeljega strupa, ki jih je za svoje vzela tudi ameriška agencija za prehrano in zdravila (FDA).
Konec 20. in v začetku 21. stoletja so sledile številne študije, ki so preučevale delovanje čebeljega strupa na različne bolezni. Ena takih je bila tudi kitajsko ameriška študija, ki je preučevala analgetične in protivnetne učinke čebeljega strupa, ter stranske učinke (torej bolečino in oteklino), ki ju že tako ali tako povzroča čebelji pik. V študiji niso uporabljali čebeljih pikov, temveč izolirane komponente čebeljega strupa. 
Pomembno je tudi, da je bila študija izvedena na živalih. Študije na ljudeh bi bile v tem primeru sporne, saj obstaja tveganje alergij, ki se v hudih primerih lahko končajo z anafilaktičnim šokom, ki je smrtno nevaren.
Študija je nedvomno potrdila zaviranje vnetnih učinkov in prenos bolečinskih dražljajev. Pri ljudeh pa bodo potrebne še nadaljnje raziskave, ki bi potrdile ali ovrgle koristi tovrstne terapije. In čeprav obstaja domneva, da bi imel čebelji strup pri ljudeh lahko enake učinke kot pri glodalcih, pa so velik problem alergijske reakcije.   
Zdravilni učinki čebeljega strupa
- analgetično in protivnetno: za zdravljenje kronične bolečine, vnetij, sklepnih obolenj (revmatoidni artritis), poškodb
- znižuje krvni tlak
- zmanjšuje količino holesterola v krvi
- povišuje splošno napetost mišičnega tkiva
- povišuje delovno sposobnost organizma.
- za desenzibilizacijo pacientov, ki so občutljivi na čebelji pik
- za zdravljenje bakterijskih diarej

Čebelji strup lahko vnašamo v organizem na različne načine:
s piki čebel, v obliki mazila, injekcij, z masiranjem s posebnimi kremami in mazili, z elektro-galvanskimi aplikacijami, z inhalacijami, oralnim uživanjem ali z akupunkturo 
Zaradi nevarnosti alergije in anafilaktičnega šoka se lahko s čebeljim strupom zdravimo le pod strogo zdravniško kontrolo.

## Druge oblike apiterapije
Zelo zanimiv podatek je, da naj bi mikroklima čebelnjaka nadvse ugodno vplivala na človekovo psihofizično počutje.
V ta namen se pojavljajo tako imenovane api komore, kjer je obiskovalec omejen na manjši prostor, v katerem je tudi odprt panj, iz katerega prihaja zrak, ki ga potem počasi vdihava.